# TJ Innova Engineering & Technology

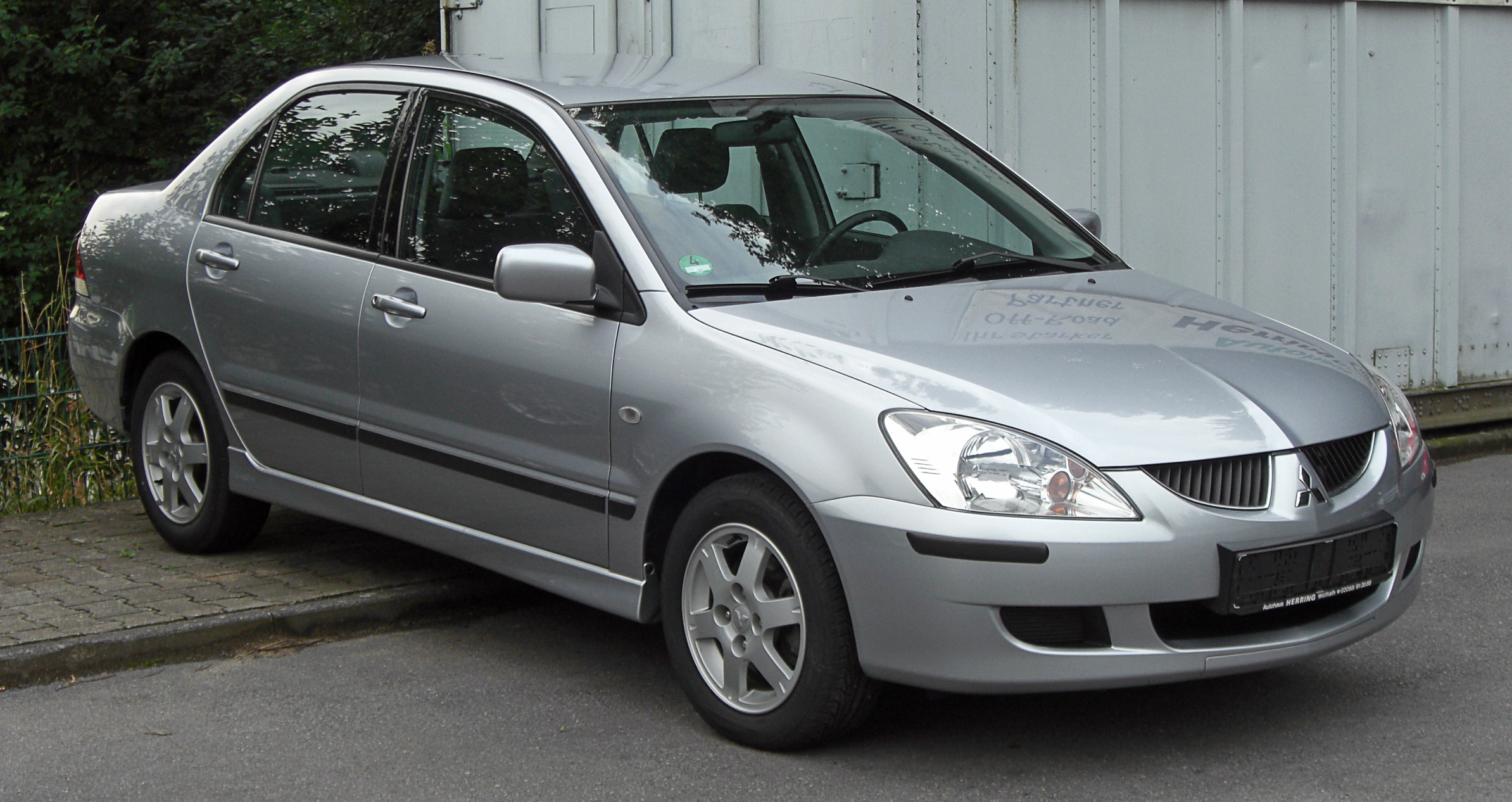
Soueast Lioncel II (UA und PRC)
Mitsubishi Lancer (Faceliftversion)

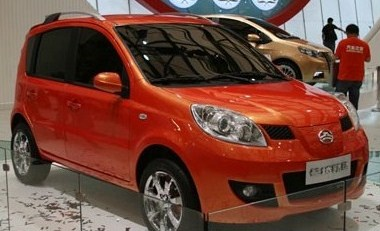
Great Wall Peri

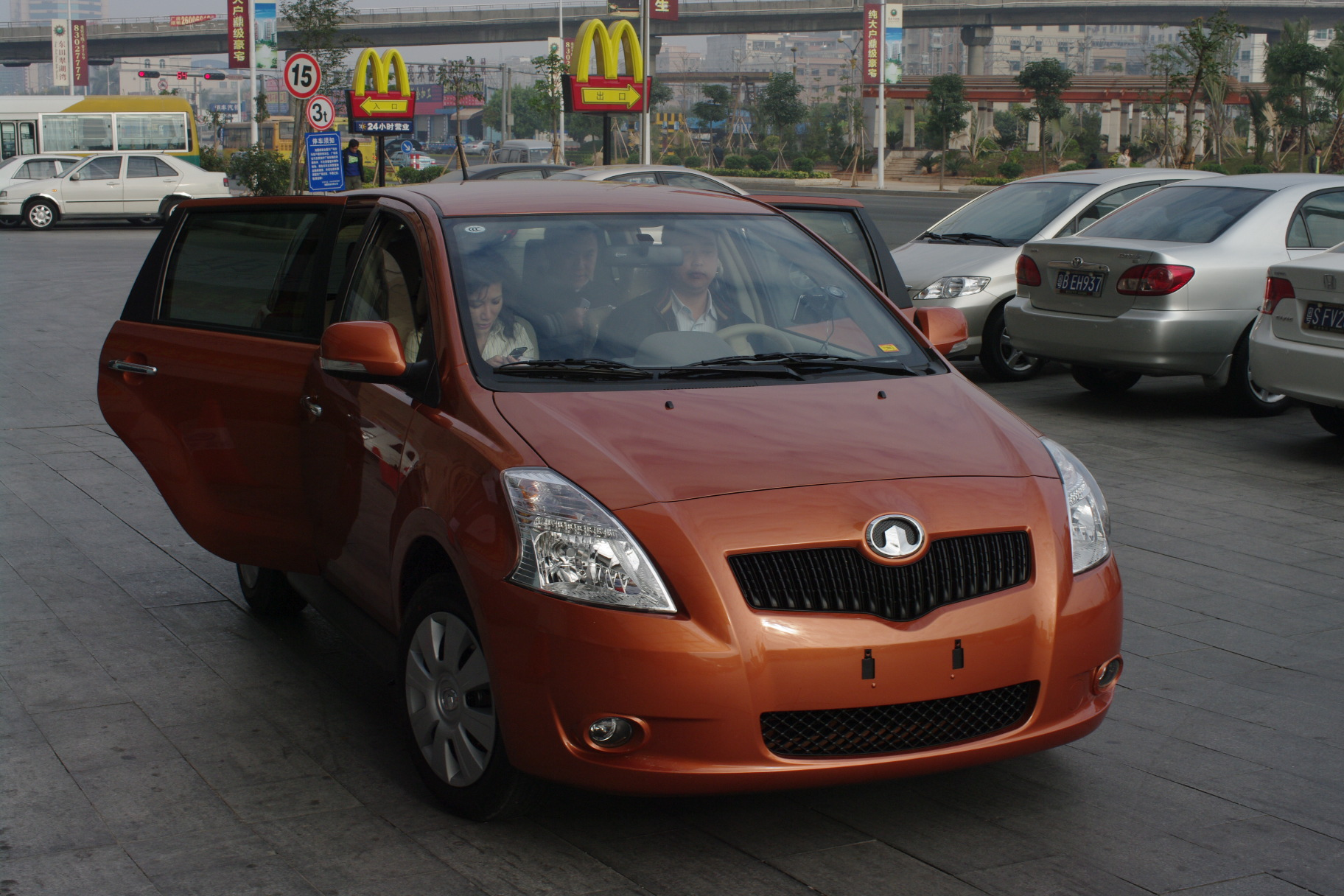
Great Wall Florid

TJ Innova Engineering & Technology Co., Ltd. (上海同济同捷科技股份有限公司), oder kurz auch TJI, ist eines der größten privaten Unternehmen zur Erstellung und den Bau von Fahrzeugkonzepten und Konzeptfahrzeugen innerhalb der Volksrepublik China. Die Gründung des Unternehmens erfolgte im Jahre 1999 durch Professor Leiled Tji und Tong Jian. Der Firmensitz befindet sich in Shanghai.

## Geschichte

### Vorgeschichte
Leiled Tji sammelte ab 1989 in Zusammenarbeit mit der China FAW Group, dem Changchun Auto Research Institute sowie der Harbin Industry University erste Erfahrungen in der Automobilindustrie. 1991 gründete er dann unter der Leitung der Harbin Industry University das Auto Technology Institute, unter welchen er sich nun zum ersten Mal dem designen von Designstudien widmete. 1999 gründete er dann das jetzige Unternehmen.

### TJ Innova
Mit TJ Innova, das sich nun als ein eigenständiges Unternehmen präsentiert, widmete man sich nun als erstes Unternehmen dem Erstellen neuer Designvorlagen mit modernen digitaler Medien. Mehr als 1.400 Arbeitnehmer werden in dem Unternehmen beschäftigt. Bereits mehr als 200 Fahrzeuge wurden von TJI konzipiert. Einige davon werden sogar von namhaften chinesischen und japanischen Automobilherstellern produziert wie zum Beispiel die Fahrzeugmodelle Lifan 520, Soueast Zinger und der Soueast Lioncel. Das bekannteste Konzeptfahrzeug des Herstellers ist der in zwei Generationen erschienene TJ Innova Lightning, der mit der 2005er Modellkonzeption dem ein Jahr später eingeführten Ferrari 599 GTB ähnlich sah und in der zweiten, 2009er Version, dem Maserati GranTurismo und Aston Martin DB9 eine ernstzunehmende Konkurrenz sein sollte. Bislang wurden die beiden Konzepte aber noch von keinem Hersteller gekauft. TJI ist zudem ein registrierter Markenname. Aber auch einige Auszeichnungen konnte TJ Innova bereits verbuchen.

### Matchedje Motors
Im Juli 2011 eröffnet das Unternehmen zudem sein erstes Auslandswerk im südostafrikanischen Land Mosambik, es entstand im Rahmen eines Joint-Ventures mit der mosambikanischen Regierung und trägt den Namen Matchedje Motors. Das erste Auto wurde im September 2014 ausgeliefert.